# Crateva religiosa
Crateva religiosa là một loài thực vật có hoa trong họ Capparaceae. Loài này được G.Forst. mô tả khoa học đầu tiên năm 1786.